# Castelserás
Castelserás (katalánul: Castellseràs) település Spanyolországban, Teruel tartományban. Castelserás Alcañiz községgel határos. Lakosainak száma 801 fő (2024).

## Népesség
A település népessége az utóbbi években az alábbiak szerint változott:
| Lakosok száma | 851  | 818  | 839  | 828  | 834  | 830  | 823  | 815  | 793  | 801  |
|               | 2001 | 2004 | 2007 | 2009 | 2012 | 2014 | 2017 | 2019 | 2022 | 2024 |